# Troisième circonscription du Doubs
La troisième circonscription du Doubs est l'une des cinq circonscriptions législatives françaises que compte le département du Doubs (25) situé en région Franche-Comté.

## Description géographique et démographique

### De 1958 à 1986
Le département n'avait que trois circonscriptions.
La troisième circonscription était composée de :
- Canton d'Amancey
- Canton de Levier
- Canton de Maîche
- Canton de Montbenoit
- Canton de Morteau
- Canton de Mouthe
- Canton de Pierrefontaine-les-Varans
- Canton de Pontarlier
- Canton du Russey
- Canton de Vercel-Villedieu-le-Camp

(Réf. Journal Officiel du 13-14 octobre 1958).

### Depuis 1988
La troisième circonscription du Doubs est délimitée par le découpage électoral de la loi n°86-1197 du 24 novembre 1986, elle regroupe les anciennes divisions administratives suivantes : 
- Canton de Baume-les-Dames
- Canton de Clerval
- Canton de L'Isle-sur-le-Doubs
- Canton de Maîche
- Canton de Montbéliard-Est
- Canton de Montbéliard-Ouest
- Canton de Rougemont
- Canton de Saint-Hippolyte.

Pour les élections législatives de juin 2017, c'est cette composition qui fait référence, bien que le nombre et le périmètre des cantons ont changé depuis 2014.
D'après le recensement général de la population en 1999, réalisé par l'Institut national de la statistique et des études économiques (INSEE), la population totale de cette circonscription est estimée à 93 407 habitants,.

## Historique des députations

### VeRépublique
| Législature | Début de mandat | Fin de mandat  | Député                                      | Parti politique | Observations |
| ----------- | --------------- | -------------- | ------------------------------------------- | --------------- | --- |
| Ve          | 2 avril 1973    | 2 avril 1978   | Edgar Faure                                 | DVD             | |
| VIe         | 3 avril 1978    | 22 mai 1981    | Edgar Faure puis Roland Vuillaume           | RPR             | Mandat écourté à la suite d'une dissolution parlementaire décidée par François Mitterrand.                                                                     |
| VIIe        | 2 juillet 1981  | 1er avril 1986 | Roland Vuillaume                            | RPR             | |
| VIIIe       | 2 avril 1986    | 14 mai 1988    | élection proportionnelle sur le département |                 | Proportionnelle par département, pas de député par circonscription. Mandat écourté à la suite d'une dissolution parlementaire décidée par François Mitterrand. |
| IXe         | 23 juin 1988    | 1er avril 1993 | Guy Bêche                                   | PS              | |
| Xe          | 2 avril 1993    | 21 avril 1997  | Monique Rousseau,                           | RPR,            | Mandat écourté à la suite d'une dissolution parlementaire décidée par Jacques Chirac.                                                                          |
| XIe         | 12 juin 1997    | 18 juin 2002   | Joseph Parrenin,                            | PS,             | |
| XIIe        | 19 juin 2002    | 19 juin 2007   | Marcel Bonnot,                              | UMP,            | |
| XIIIe       | 20 juin 2007    | 19 juin 2012   | Marcel Bonnot                               | UMP             | |
| XIVe        | 20 juin 2012    | 20 juin 2017   | Marcel Bonnot                               | UMP             | |
| XVe         | 21 juin 2017    | 21 juin 2022   | Denis Sommer                                | LREM            | |
| XVIe        | 22 juin 2022    | 9 juin 2024    | Nicolas Pacquot                             | LREM-Ensemble   | Mandat écourté à la suite d'une dissolution parlementaire décidée par Emmanuel Macron.                                                                         |

## Historique des élections

### Élections de 1958
| Candidat       | Candidat          | Parti          | Premier tour | Premier tour | Second tour | Second tour |  |
| Candidat       | Candidat          | Parti          | Voix         | %            | Voix        | %           |  |
| -------------- | ----------------- | -------------- | ------------ | ------------ | ----------- | ----------- |  |
|                | Louis Maillot élu | UNR            | 15 741       | 36,48        | 19 807      | 46,67       |  |
|                | Jacques Henriet   | CNIP           | 13 524       | 31,34        | 17 954      | 42,31       |  |
|                | Michel Tissot     | MRP            | 6 845        | 15,86        | Retrait     | Retrait     |  |
|                | Jules Pagnier     | SFIO           | 5 094        | 11,8         | 4 675       | 11,02       |  |
|                | Robert Charles    | PCF            | 1 951        | 4,52         |             |             |  |
|                |                   |                |              |              |             |             |  |
| Inscrits       | Inscrits          | Inscrits       | 52 495       | 100,00       | 52 485      | 100,00      |  |
| Abstentions    | Abstentions       | Abstentions    | 8 565        | 16,32        | 9 094       | 17,33       |  |
| Votants        | Votants           | Votants        | 43 930       | 83,68        | 43 391      | 82,67       |  |
| Blancs et nuls | Blancs et nuls    | Blancs et nuls | 775          | 1,76         | 955         | 2,2         |  |
| Exprimés       | Exprimés          | Exprimés       | 43 155       | 98,24        | 42 436      | 97,8        |  |

Le suppléant de Louis Maillot était Albert Gauthier, exploitant agricole, adjoint au maire de Fuans.

### Élections de 1962
| Candidat       | Candidat                    | Parti          | Premier tour | Premier tour | Second tour | Second tour |  |
| Candidat       | Candidat                    | Parti          | Voix         | %            | Voix        | %           |  |
| -------------- | --------------------------- | -------------- | ------------ | ------------ | ----------- | ----------- |  |
|                | Louis Maillot sortant réélu | UNR-UDT        | 16 539       | 43,7         | 26 021      | 73,35       |  |
|                | Jean-François Pernot        | CNIP           | 9 625        | 25,43        | Retrait     | Retrait     |  |
|                | Jules Pagnier               | SFIO           | 4 718        | 12,46        | 9 453       | 26,65       |  |
|                | Albert Voidey               | MRP            | 3 719        | 9,83         | Retrait     | Retrait     |  |
|                | Pierre Blondeau             | PCF            | 2 563        | 6,77         | Retrait     | Retrait     |  |
|                | Henri Sassard               | Divers         | 686          | 1,81         |             |             |  |
|                |                             |                |              |              |             |             |  |
| Inscrits       | Inscrits                    | Inscrits       | 52 962       | 100,00       | 52 945      | 100,00      |  |
| Abstentions    | Abstentions                 | Abstentions    | 13 756       | 25,97        | 14 324      | 27,05       |  |
| Votants        | Votants                     | Votants        | 39 206       | 74,03        | 38 621      | 72,95       |  |
| Blancs et nuls | Blancs et nuls              | Blancs et nuls | 1 356        | 3,46         | 3 147       | 8,15        |  |
| Exprimés       | Exprimés                    | Exprimés       | 37 850       | 96,54        | 35 474      | 91,85       |  |

Le suppléant de Louis Maillot était Albert Gauthier, exploitant agricole, adjoint au maire de Fuans.

### Élections de 1967
|                | Edgar Faure élu | UD-Ve          | 28 490 | 66,02  |  |  |  |
|                | Robert Schwint  | FGDS (SFIO)    | 10 600 | 24,56  |  |  |  |
|                | Robert Charles  | PCF            | 4 066  | 9,42   |  |  |  |
|                |                 |                |        |        |  |  |  |
| Inscrits       | Inscrits        | Inscrits       | 52 052 | 100,00 |  |  |  |
| Abstentions    | Abstentions     | Abstentions    | 6 371  | 12,24  |  |  |  |
| Votants        | Votants         | Votants        | 45 681 | 87,76  |  |  |  |
| Blancs et nuls | Blancs et nuls  | Blancs et nuls | 2 525  | 5,53   |  |  |  |
| Exprimés       | Exprimés        | Exprimés       | 43 156 | 94,47  |  |  |  |

Le suppléant d'Edgar Faure était Louis Maillot, député sortant. Louis Maillot remplaça Edgar Faure, nommé membre du gouvernement, du 8 mai 1967 au 30 mai 1968.

### Élections de 1968
|                | Edgar Faure sortant réélu | UDR (URP)      | 33 929 | 74,9   |  |  |  |
|                | Robert Schwint            | FGDS (SFIO)    | 8 135  | 17,96  |  |  |  |
|                | Robert Charles            | PCF            | 3 236  | 7,14   |  |  |  |
|                |                           |                |        |        |  |  |  |
| Inscrits       | Inscrits                  | Inscrits       | 54 584 | 100,00 |  |  |  |
| Abstentions    | Abstentions               | Abstentions    | 8 309  | 15,22  |  |  |  |
| Votants        | Votants                   | Votants        | 46 275 | 84,78  |  |  |  |
| Blancs et nuls | Blancs et nuls            | Blancs et nuls | 975    | 2,11   |  |  |  |
| Exprimés       | Exprimés                  | Exprimés       | 45 300 | 97,89  |  |  |  |

Le suppléant d'Edgar Faure était Christian Genevard, conseiller général du canton de Morteau, maire de Morteau. Christian Genevard remplaça Edgar Faure, nommé membre du gouvernement, du 13 août 1968 à septembre 1969.

### Élection partielle du 15 octobre 1969
Scrutin organisé à la suite de la démission de Christian Genevard, au mois de septembre 1969.
| | Edgar Faure élu | Sans étiquette | 24 932 | 72,71  |  |  |  |
| | Robert Schwint  | PS             | 6 125  | 17,86  |  |  |  |
| | Robert Charles  | PCF            | 2 065  | 6,02   |  |  |  |
| | Bernard Laude   | PSU            | 1 166  | 3,40   |  |  |  |
| |                 |                |        |        |  |  |  |
| Inscrits | Inscrits        | Inscrits       | 56 131 | 100,00 |  |  |  |
| Abstentions | Abstentions     | Abstentions    | 20 514 | 36,55  |  |  |  |
| Votants | Votants         | Votants        | 35 617 | 63,45  |  |  |  |
| Blancs et nuls | Blancs et nuls  | Blancs et nuls | 1 329  | 3,73   |  |  |  |
| Exprimés | Exprimés        | Exprimés       | 34 288 | 96,27  |  |  |  |
| Source : France, Ministère de l'intérieur. Les Elections législatives . Métropole., la Documentation française, 1974 (lire en ligne) |                 |                |        |        |  |  |  |

Le suppléant d'Edgar Faure était Christian Genevard.

### Élections de 1973
|                | Edgar Faure sortant réélu | UDR (URP)      | 26 345 | 56,82  |  |  |  |
|                | Michel Saillard           | PS (UGSD)      | 8 940  | 19,28  |  |  |  |
|                | Charles Viatte            | CD (MR)        | 5 721  | 12,34  |  |  |  |
|                | Gilbert Carrez            | PCF            | 3 860  | 8,33   |  |  |  |
|                | Raymond Houssard          | Divers droite  | 1 496  | 3,23   |  |  |  |
|                |                           |                |        |        |  |  |  |
| Inscrits       | Inscrits                  | Inscrits       | 57 477 | 100,00 |  |  |  |
| Abstentions    | Abstentions               | Abstentions    | 9 962  | 17,33  |  |  |  |
| Votants        | Votants                   | Votants        | 47 515 | 82,67  |  |  |  |
| Blancs et nuls | Blancs et nuls            | Blancs et nuls | 1 153  | 2,43   |  |  |  |
| Exprimés       | Exprimés                  | Exprimés       | 46 362 | 97,57  |  |  |  |

Le suppléant d'Edgar Faure était Christian Genevard.

### Élections de 1978
|                | Edgar Faure sortant réélu | app. RPR       | 34 095 | 62,4   |  |  |  |
|                | Joseph Parrenin           | PS             | 11 402 | 20,87  |  |  |  |
|                | Jean-Michel Jussiaux      | PCF            | 4 686  | 8,58   |  |  |  |
|                | Roger Tochot              | MRG            | 2 369  | 4,34   |  |  |  |
|                | Jean-Pierre Poissenot     | LO             | 2 085  | 3,82   |  |  |  |
|                |                           |                |        |        |  |  |  |
| Inscrits       | Inscrits                  | Inscrits       | 65 366 | 100,00 |  |  |  |
| Abstentions    | Abstentions               | Abstentions    | 9 217  | 14,1   |  |  |  |
| Votants        | Votants                   | Votants        | 56 149 | 85,9   |  |  |  |
| Blancs et nuls | Blancs et nuls            | Blancs et nuls | 1 512  | 2,69   |  |  |  |
| Exprimés       | Exprimés                  | Exprimés       | 54 637 | 97,31  |  |  |  |

Le suppléant d'Edgar Faure était Christian Genevard.
Edgar Faure est élu sénateur en 1980.

### Élection partielle du 23 et du 30 novembre 1980
Au premier tour, sont candidats :
- Denis Blondeau, DVG (Groupe socialiste pontissalien), maire de Pontarlier
- André Cuinet, UDF
- Bertrand Fessard de Foucault, sans étiquette, membre du Mouvement des démocrates de Michel Jobert
- Yves Fulbat, PS
- Jean-Michel Jussiaux, PCF
- Michel Magnin, PSU
- Claudine Pédroletti, LCR
- Jean-Pierre Poissenot, LO
- Roland Vuillaume, Centriste soutenu par le RPR.

Au deuxième tour, Roland Vuillaume est élu avec 51,50 % contre André Cuinet.

### Élections de 1981
| Candidat       | Candidat                       | Parti          | Premier tour | Premier tour | Second tour | Second tour |  |
| Candidat       | Candidat                       | Parti          | Voix         | %            | Voix        | %           |  |
| -------------- | ------------------------------ | -------------- | ------------ | ------------ | ----------- | ----------- |  |
|                | Roland Vuillaume sortant réélu | RPR (UNM)      | 21 835       | 45,40        | 31 283      | 60,51       |  |
|                | Joseph Parrenin                | PS             | 14 323       | 29,78        | 20 413      | 39,49       |  |
|                | André Cuinet                   | Divers droite  | 8 684        | 18,06        | Retrait     | Retrait     |  |
|                | Jean-Michel Jussiaux           | PCF            | 2 027        | 4,21         |             |             |  |
|                | Gérard Magnin                  | PSU            | 1 228        | 2,55         |             |             |  |
|                |                                |                |              |              |             |             |  |
| Inscrits       | Inscrits                       | Inscrits       | 67 960       | 100,00       | 67 940      | 100,00      |  |
| Abstentions    | Abstentions                    | Abstentions    | 19 262       | 28,34        | 15 247      | 22,44       |  |
| Votants        | Votants                        | Votants        | 48 698       | 71,66        | 52 693      | 77,56       |  |
| Blancs et nuls | Blancs et nuls                 | Blancs et nuls | 601          | 1,23         | 997         | 1,89        |  |
| Exprimés       | Exprimés                       | Exprimés       | 48 097       | 98,77        | 51 696      | 98,11       |  |

Le suppléant de Roland Vuillaume était Auguste Vernerey, agriculteur, conseiller général du canton de Pierrefontaine-les-Varans, maire d'Orchamps-Vennes.

### Élections de 1988
| Candidat       | Candidat                | Parti          | Premier tour | Premier tour | Second tour | Second tour |  |
| Candidat       | Candidat                | Parti          | Voix         | %            | Voix        | %           |  |
| -------------- | ----------------------- | -------------- | ------------ | ------------ | ----------- | ----------- |  |
|                | Guy Bêche sortant réélu | PS             | 18 032       | 44,56        | 23 115      | 51,2        |  |
|                | Gérard Kuster sortant   | RPR (URC)      | 17 428       | 43,07        | 22 028      | 48,8        |  |
|                | Danielle Grenier        | FN             | 2 798        | 6,91         |             |             |  |
|                | Gérard Bailly           | PCF            | 2 206        | 5,45         |             |             |  |
|                |                         |                |              |              |             |             |  |
| Inscrits       | Inscrits                | Inscrits       | 61 488       | 100,00       | 61 481      | 100,00      |  |
| Abstentions    | Abstentions             | Abstentions    | 20 121       | 32,72        | 15 326      | 24,93       |  |
| Votants        | Votants                 | Votants        | 41 367       | 67,28        | 46 155      | 75,07       |  |
| Blancs et nuls | Blancs et nuls          | Blancs et nuls | 903          | 2,18         | 1 012       | 2,19        |  |
| Exprimés       | Exprimés                | Exprimés       | 40 464       | 97,82        | 45 143      | 97,81       |  |

Le suppléant de Guy Bêche était Joseph Parrenin, agriculteur, conseiller régional, maire de Thiébouhans.

### Élections de 1993
| Candidat       | Candidat               | Parti          | Premier tour | Premier tour | Second tour | Second tour |  |
| Candidat       | Candidat               | Parti          | Voix         | %            | Voix        | %           |  |
| -------------- | ---------------------- | -------------- | ------------ | ------------ | ----------- | ----------- |  |
|                | Monique Rousseau élue  | RPR            | 11 648       | 27,87        | 23 165      | 55,38       |  |
|                | Guy Bêche sortant      | PS (ADFP)      | 9 276        | 22,19        | 18 662      | 44,62       |  |
|                | Marcel Bonnot          | UDF (CDS)      | 8 358        | 20           | Retrait     | Retrait     |  |
|                | Léon Colino            | FN             | 4 636        | 11,09        |             |             |  |
|                | Jacques Hélias         | GÉ (EÉ)        | 3 190        | 7,63         |             |             |  |
|                | Joseph Adami           | PCF            | 1 248        | 2,99         |             |             |  |
|                | Jean-Marie Pietoukhoff | LT-LNÉ         | 1 179        | 2,82         |             |             |  |
|                | Christian Driano       | LO             | 1 159        | 2,77         |             |             |  |
|                | Bruno Lemerle          | SÉGA           | 1 101        | 2,63         |             |             |  |
|                |                        |                |              |              |             |             |  |
| Inscrits       | Inscrits               | Inscrits       | 62 856       | 100,00       | 62 861      | 100,00      |  |
| Abstentions    | Abstentions            | Abstentions    | 18 445       | 29,34        | 17 574      | 27,96       |  |
| Votants        | Votants                | Votants        | 44 411       | 70,66        | 45 287      | 72,04       |  |
| Blancs et nuls | Blancs et nuls         | Blancs et nuls | 2 616        | 5,89         | 3 460       | 7,64        |  |
| Exprimés       | Exprimés               | Exprimés       | 41 795       | 94,11        | 41 827      | 92,36       |  |

Le suppléant de Monique Rousseau était René Gouverne, de Rougemont.

### Élections de 1997
| Candidat       | Candidat                  | Parti          | Premier tour | Premier tour | Second tour | Second tour |  |
| Candidat       | Candidat                  | Parti          | Voix         | %            | Voix        | %           |  |
| -------------- | ------------------------- | -------------- | ------------ | ------------ | ----------- | ----------- |  |
|                | Monique Rousseau sortante | RPR            | 13 866       | 32,51        | 21 219      | 47,09       |  |
|                | Joseph Parrenin élu       | PS             | 12 646       | 29,65        | 23 842      | 52,91       |  |
|                | Léon Colino               | FN             | 6 630        | 15,55        |             |             |  |
|                | Françoise Touzot          | Les Verts      | 2 126        | 4,99         |             |             |  |
|                | Olivier Del Rizzo         | PCF            | 2 057        | 4,82         |             |             |  |
|                | Christian Driano          | LO             | 1 481        | 3,47         |             |             |  |
|                | Thierry Choffat           | LDI (MPF)      | 1 308        | 3,07         |             |             |  |
|                | Denis Sommer              | SÉGA           | 1 166        | 2,73         |             |             |  |
|                | Yves Vola                 | GÉ             | 770          | 1,81         |             |             |  |
|                | Jean-Marie Pietoukhoff    | LT-LNÉ         | 597          | 1,4          |             |             |  |
|                |                           |                |              |              |             |             |  |
| Inscrits       | Inscrits                  | Inscrits       | 63 164       | 100,00       | 63 155      | 100,00      |  |
| Abstentions    | Abstentions               | Abstentions    | 18 076       | 28,62        | 15 151      | 23,99       |  |
| Votants        | Votants                   | Votants        | 45 088       | 71,38        | 48 004      | 76,01       |  |
| Blancs et nuls | Blancs et nuls            | Blancs et nuls | 2 441        | 5,41         | 2 943       | 6,13        |  |
| Exprimés       | Exprimés                  | Exprimés       | 42 647       | 94,59        | 45 061      | 93,87       |  |

Le suppléant de Joseph Parrenin était Jacques Hélias, médecin, conseiller municipal de Montbéliard.

### Élections de 2002
| Candidat       | Candidat                | Parti             | Premier tour | Premier tour | Second tour | Second tour |  |
| Candidat       | Candidat                | Parti             | Voix         | %            | Voix        | %           |  |
| -------------- | ----------------------- | ----------------- | ------------ | ------------ | ----------- | ----------- |  |
|                | Marcel Bonnot élu       | UMP               | 15 722       | 37,87        | 20 067      | 51,5        |  |
|                | Joseph Parrenin sortant | PS                | 14 150       | 34,08        | 18 901      | 48,5        |  |
|                | Evelyne Carrez          | FN                | 5 871        | 14,14        |             |             |  |
|                | Mickaël Grisot          | MNR               | 857          | 2,06         |             |             |  |
|                | Christian Driano        | LO                | 796          | 1,92         |             |             |  |
|                | André Villemin          | Pôle républicain  | 614          | 1,48         |             |             |  |
|                | Olivier Del Rizzo       | PCF               | 588          | 1,42         |             |             |  |
|                | Gérard Aviat            | LCR               | 580          | 1,4          |             |             |  |
|                | Sandra Thierry-Mathis   | CPNT              | 551          | 1,33         |             |             |  |
|                | Jean-Marie Pietoukhoff  | LT-LNÉ            | 440          | 1,06         |             |             |  |
|                | Agnès Chamouton         | MPF               | 396          | 0,95         |             |             |  |
|                | Zinedine Sammari        | Divers            | 277          | 0,67         |             |             |  |
|                | Philippe Bazeau         | MÉI               | 271          | 0,65         |             |             |  |
|                | Jean-Claude Capelli     | GÉ                | 171          | 0,41         |             |             |  |
|                | Barbara Baldus          | Divers écologiste | 143          | 0,34         |             |             |  |
|                | Marie-Thérèse Cuenot    | Divers            | 93           | 0,22         |             |             |  |
|                |                         |                   |              |              |             |             |  |
| Inscrits       | Inscrits                | Inscrits          | 64 363       | 100,00       | 64 358      | 100,00      |  |
| Abstentions    | Abstentions             | Abstentions       | 21 686       | 33,69        | 23 490      | 36,5        |  |
| Votants        | Votants                 | Votants           | 42 677       | 66,31        | 40 868      | 63,5        |  |
| Blancs et nuls | Blancs et nuls          | Blancs et nuls    | 1 157        | 2,71         | 1 900       | 4,65        |  |
| Exprimés       | Exprimés                | Exprimés          | 41 520       | 97,29        | 38 968      | 95,35       |  |

La suppléante de Marcel Bonnot était Christine Bouquin, responsable de planification, ancienne conseillère régionale, conseillère générale du canton de Maîche, maire de Charquemont, Présidente de l'Association des maires du Doubs.

### Élections de 2007
| Candidat       | Candidat                    | Parti          | Premier tour | Premier tour | Second tour | Second tour |  |
| Candidat       | Candidat                    | Parti          | Voix         | %            | Voix        | %           |  |
| -------------- | --------------------------- | -------------- | ------------ | ------------ | ----------- | ----------- |  |
|                | Marcel Bonnot sortant réélu | UMP            | 18 030       | 45,22        | 21 302      | 53,84       |  |
|                | Joseph Parrenin             | PS             | 11 838       | 29,69        | 18 261      | 46,16       |  |
|                | Martine Faivre-Pierret      | FN             | 2 240        | 5,62         |             |             |  |
|                | Laurent Bourquin            | UDF–MoDem      | 2 085        | 5,23         |             |             |  |
|                | Bernard Lachambre           | Les Verts      | 1 249        | 3,13         |             |             |  |
|                | Alain Merle                 | Divers droite  | 1 121        | 2,81         |             |             |  |
|                | Gérard Aviat                | LCR            | 779          | 1,95         |             |             |  |
|                | Christian Driano            | LO             | 580          | 1,45         |             |             |  |
|                | Isabelle Lopez              | MRC            | 484          | 1,21         |             |             |  |
|                | Lydia Dronneau              | PCF            | 450          | 1,13         |             |             |  |
|                | Christiane Vareilles        | CPNT           | 425          | 1,07         |             |             |  |
|                | Josette de Rougemont        | MPF            | 368          | 0,92         |             |             |  |
|                | Sylvie Jallon               | Divers         | 222          | 0,56         |             |             |  |
|                |                             |                |              |              |             |             |  |
| Inscrits       | Inscrits                    | Inscrits       | 66 143       | 100,00       | 66 133      | 100,00      |  |
| Abstentions    | Abstentions                 | Abstentions    | 25 495       | 38,55        | 25 227      | 38,15       |  |
| Votants        | Votants                     | Votants        | 40 648       | 61,45        | 40 906      | 61,85       |  |
| Blancs et nuls | Blancs et nuls              | Blancs et nuls | 777          | 1,91         | 1 343       | 3,28        |  |
| Exprimés       | Exprimés                    | Exprimés       | 39 871       | 98,09        | 39 563      | 96,72       |  |

La suppléante de Marcel Bonnot était Christine Bouquin.

### Élections de 2012
| Candidat       | Candidat                    | Parti                    | Premier tour | Premier tour | Second tour | Second tour |  |
| Candidat       | Candidat                    | Parti                    | Voix         | %            | Voix        | %           |  |
| -------------- | --------------------------- | ------------------------ | ------------ | ------------ | ----------- | ----------- |  |
|                | Marcel Bonnot sortant réélu | UMP                      | 14 002       | 35,99        | 19 270      | 51,00       |  |
|                | Arnaud Marthey              | PS                       | 13 312       | 34,22        | 18 512      | 49,00       |  |
|                | Roland Boillot              | RBM (FN)                 | 7 154        | 18,39        |             |             |  |
|                | Lionel Manière              | FG (PCF) (Divers gauche) | 1 961        | 5,04         |             |             |  |
|                | Tassadit Taharount          | EÉLV                     | 719          | 1,85         |             |             |  |
|                | Catherine Comte-Deleuze     | CpF (MoDem)              | 578          | 1,49         |             |             |  |
|                | Christian Driano            | LO                       | 406          | 1,04         |             |             |  |
|                | Vladimir Djordjevic         | MRC                      | 329          | 0,85         |             |             |  |
|                | Chantal Attal               | AÉI                      | 319          | 0,82         |             |             |  |
|                | Zakaria Beyrouthy           | MPEN ,                   | 122          | 0,31         |             |             |  |
|                |                             |                          |              |              |             |             |  |
| Inscrits       | Inscrits                    | Inscrits                 | 65 469       | 100,00       | 65 449      | 100,00      |  |
| Abstentions    | Abstentions                 | Abstentions              | 25 794       | 39,4         | 26 099      | 39,88       |  |
| Votants        | Votants                     | Votants                  | 39 675       | 60,6         | 39 350      | 60,12       |  |
| Blancs et nuls | Blancs et nuls              | Blancs et nuls           | 773          | 1,95         | 1 568       | 3,98        |  |
| Exprimés       | Exprimés                    | Exprimés                 | 38 902       | 98,05        | 37 782      | 96,02       |  |

La suppléante de Marcel Bonnot était Magalie Lambert-Pretot, ouvrière, maire des Plains-et-Grands-Essarts.

### Élections de 2017
|                                                                        |                                                                          |                           |                           |                          |                          |
|                                                                        |                                                                          | Premier tour 11 juin 2017 | Premier tour 11 juin 2017 | Second tour 18 juin 2017 | Second tour 18 juin 2017 |
|                                                                        |                                                                          |                           |                           |                          |                          |
|                                                                        |                                                                          | Nombre                    | % des inscrits            | Nombre                   | % des inscrits           |
| Inscrits                                                               | Inscrits                                                                 | 65 926                    | 100,00                    | 65 923                   | 100,00                   |
| Abstentions                                                            | Abstentions                                                              | 33 366                    | 50,61                     | 36 906                   | 55,98                    |
| Votants                                                                | Votants                                                                  | 32 560                    | 49,39                     | 29 017                   | 44,02                    |
|                                                                        |                                                                          |                           | % des votants             |                          | % des votants            |
| Bulletins blancs                                                       | Bulletins blancs                                                         | 576                       | 1,77                      | 2 477                    | 8,54                     |
| Bulletins nuls                                                         | Bulletins nuls                                                           | 242                       | 0,74                      | 1 067                    | 3,68                     |
| Suffrages exprimés                                                     | Suffrages exprimés                                                       | 31 742                    | 97,49                     | 25 473                   | 87,79                    |
|                                                                        |                                                                          |                           |                           |                          |                          |
| Candidat Étiquette politique (partis et alliances)                     | Candidat Étiquette politique (partis et alliances)                       | Voix                      | % des exprimés            | Voix                     | % des exprimés           |
|                                                                        |                                                                          |                           |                           |                          |                          |
|                                                                        | Denis Sommer La République en marche !                                   | 10 737                    | 33,83                     | 12 943                   | 50,81                    |
|                                                                        | Frédéric Cartier Les Républicains (Union des démocrates et indépendants) | 7 950                     | 25,05                     | 12 530                   | 49,19                    |
|                                                                        | Loup Viallet Front national                                              | 6 350                     | 20,01                     |                          |                          |
|                                                                        | Christophe Espolio La France insoumise                                   | 2 900                     | 9,14                      |                          |                          |
|                                                                        | Sidonie Marchal Parti socialiste                                         | 1 899                     | 5,98                      |                          |                          |
|                                                                        | Odile Joannès Europe Écologie Les Verts                                  | 848                       | 2,67                      |                          |                          |
|                                                                        | Bruno Patois Alliance écologiste indépendante (Mouvement 100 %)          | 413                       | 1,30                      |                          |                          |
|                                                                        | Christian Driano Lutte ouvrière                                          | 392                       | 1,23                      |                          |                          |
|                                                                        | Karine Comas Union populaire républicaine                                | 253                       | 0,80                      |                          |                          |
| Source : Ministère de l'Intérieur - Troisième circonscription du Doubs |                                                                          |                           |                           |                          |                          |

La suppléante de Denis Sommer était Laure Thiébaut, enseignante, conseillère municipale de Baume-les-Dames.

### Élections de 2022
Les élections législatives françaises de 2022 se déroulent les dimanches 12 et 19 juin 2022.
|                                                    |                                                                                         |                           |                           |                          |                          |
|                                                    |                                                                                         | Premier tour 12 juin 2022 | Premier tour 12 juin 2022 | Second tour 19 juin 2022 | Second tour 19 juin 2022 |
|                                                    |                                                                                         |                           |                           |                          |                          |
|                                                    |                                                                                         | Nombre                    | % des inscrits            | Nombre                   | % des inscrits           |
| Inscrits                                           | Inscrits                                                                                | 64 514                    | 100                       | 64 514                   | 100                      |
| Abstentions                                        | Abstentions                                                                             | 33 263                    | 51,56                     | 34 752                   | 53,87                    |
| Votants                                            | Votants                                                                                 | 31 251                    | 48,44                     | 29 762                   | 46,13                    |
|                                                    |                                                                                         |                           | % des votants             |                          | % des votants            |
| Bulletins blancs                                   | Bulletins blancs                                                                        | 692                       | 2,21                      | 2 021                    | 6,79                     |
| Bulletins nuls                                     | Bulletins nuls                                                                          | 228                       | 0,73                      | 684                      | 2,30                     |
| Suffrages exprimés                                 | Suffrages exprimés                                                                      | 30 331                    | 97,06                     | 27 057                   | 90,91                    |
|                                                    |                                                                                         |                           |                           |                          |                          |
| Candidat Étiquette politique (partis et alliances) | Candidat Étiquette politique (partis et alliances)                                      | Voix                      | % des exprimés            | Voix                     | % des exprimés           |
|                                                    | Nathalie Fritsch Rassemblement national                                                 | 7 819                     | 25,78                     | 13 303                   | 49,17                    |
|                                                    | Nicolas Pacquot Ensemble                                                                | 6 919                     | 22,81                     | 13 754                   | 50,83                    |
|                                                    | Virginie Dayet Nouvelle Union populaire écologique et sociale Parti communiste français | 6 202                     | 20,45                     |                          |                          |
|                                                    | Valérie Nedey Divers droite                                                             | 4 223                     | 13,92                     |                          |                          |
|                                                    | Christophe Froppier Les Républicains                                                    | 2 506                     | 8,26                      |                          |                          |
|                                                    | Romane Taponnot Reconquête                                                              | 1 091                     | 3,60                      |                          |                          |
|                                                    | Christine Pastor Divers droite                                                          | 656                       | 2,16                      |                          |                          |
|                                                    | Franck Plain Lutte ouvrière                                                             | 459                       | 1,51                      |                          |                          |
|                                                    | Dominique Mahé Droite souverainiste                                                     | 456                       | 1,50                      |                          |                          |

La suppléante de Denis Sommer était Laure Thiébaut.

### Élections de 2024
| Résultats des élections législatives des 30 juin et 7 juillet 2024 de la 3e circonscription du Doubs |                          |                          |                          |              |              |             |             |
| Candidat                                                                                             | Candidat                 | Parti et coalition       | Nuance                   | Premier tour | Premier tour | Second tour | Second tour |
| Candidat                                                                                             | Candidat                 | Parti et coalition       | Nuance                   | Voix         | %            | Voix        | %           |
| | Matthieu Bloch           | RAD (RN)                 | UXD                      | 18 795       | 44,35        | 21 543      | 50,76       |
| | Nicolas Pacquot          | RE (ENS)                 | ENS                      | 12 806       | 30,22        | 20 901      | 49,24       |
| | Virginie Dayet           | PCF (NFP)                | UG                       | 9 138        | 21,56        | Retrait     | Retrait     |
| | Brandon Kemps            | DLF                      | DSV                      | 889          | 2,10         |             |             |
| | Franck Plain             | LO                       | EXG                      | 753          | 1,78         |             |             |
| |                          |                          |                          |              |              |             |             |
| Votes valides                                                                                        | Votes valides            | Votes valides            | Votes valides            | 42 381       | 95,84        |             |             |
| Votes blancs                                                                                         | Votes blancs             | Votes blancs             | Votes blancs             | 1 149        | 2,60         |             |             |
| Votes nuls                                                                                           | Votes nuls               | Votes nuls               | Votes nuls               | 692          | 1,56         |             |             |
| Total                                                                                                | Total                    | Total                    | Total                    | 44 222       | 100          |             | 100         |
| Abstention                                                                                           | Abstention               | Abstention               | Abstention               | 20 526       | 31,70        |             |             |
| Inscrits / participation                                                                             | Inscrits / participation | Inscrits / participation | Inscrits / participation | 64 748       | 68,30        |             |             |

Le suppléant de Matthieu Bloch est Quentin Touzalin, gérant d'entreprise à Bart.

#### Département du Doubs
- La fiche de l'INSEE de cette circonscription : « Tableaux et Analyses de la troisième circonscription du Doubs », sur insee.fr, site de l'Institut national de la statistique et des études économiques (consulté le 10 juin 2007) [PDF]

- « Tous les députés du département du Doubs depuis 1789 » [archive du 28 septembre 2007], sur assemblee-nationale.fr, site de l'Assemblée nationale française (consulté le 10 juin 2007)

- « Informations contentieuses sur le département du Doubs (Élections législatives de 2002) »(Archive.org • Wikiwix • Archive.is • Google • Que faire ?), sur conseil-constitutionnel.fr, site du Conseil constitutionnel (consulté le 13 juin 2007)

#### Circonscriptions en France
- « Carte des circonscriptions législatives en France », sur assemblee-nationale.fr, site de l'Assemblée nationale française (consulté le 10 juin 2007)

- « Résultats électoraux officiels en France »(Archive.org • Wikiwix • Archive.is • Google • Que faire ?), sur interieur.gouv.fr, site du ministère de l'Intérieur (France) (consulté le 13 juin 2007)

- Description et Atlas des circonscriptions électorales de France sur http://www.atlaspol.com, Atlaspol, site de cartographie géopolitique, consulté le 13 juin 2007.